# Shaad O’Garro
Shaad Devaughn O’Garro (ur. 25 lipca 1989) – kajmański koszykarz, uczestnik Mistrzostw Karaibów w Koszykówce mężczyzn 2011.
W 2011 roku wziął udział w Mistrzostwach Karaibów, gdzie reprezentacja Kajmanów zajęła ostatnie, 9. miejsce. Podczas tego turnieju wystąpił w czterech meczach, w których zdobył trzydzieści pięć punktów (był trzecim najlepiej punktującym zawodnikiem swojej drużyny). Zanotował także cztery asysty, dwa przechwyty, dziewięć zbiórek defensywnych i cztery zbiórki ofensywne. Ponadto miał także dziewięć fauli. W sumie na parkiecie spędził około 82 minut.